# オズボーン・コルソン
オズボーン・コルソン（英語: Osborne "Ozzie" Colson、1916年3月31日 - 2006年7月14日）は、カナダ、トロント出身のフィギュアスケート選手（男子シングル・ペア）。コーチ。パートナーはメアリー・ジェーン・ハルステッド。ギュスターヴ・ルッシに師事し、カナダ選手権2連覇（1936年-1937年）。引退後はコーチとしてバーバラ・アン・スコットやドナルド・ジャクソン、サラ・カワハラ、パトリック・チャンらを養成した。

## 主な戦績

### 男子シングル
| 大会/年      | 1930-31 | 1931-32 | 1932-33 | 1934-35 | 1935-36 | 1936-37 |
| ------------ | ------- | ------- | ------- | ------- | ------- | ------- |
| カナダ選手権 | 2 J     | 2 J     | 1 J     | 2       | 1       | 1       |

- J - ジュニアクラス

### ペア
| 大会/年      | 1935-36 |
| ------------ | ------- |
| カナダ選手権 | 3       |